# Orville Peck
Daniel Pitout ismertebb nevén Orville Peck (Johannesburg, 1988. január 6. –) egy dél-afrikai country zenész, aki az Egyesült Államokban és Kanadában él. Különös ismertetőjele, hogy maszkot visel, és nem mutatja arcát nyilvánosan.
Debütáló albuma, a Pony 2019-ben jelent meg, melyet a következő évben a Show Pony EP követett, majd második stúdióalbuma, a Bronco 2022. április 8-án jelent meg. Soron következő albuma a Stampede 2024. augusztus 2-án jelenik meg, mely egy duettalbum, olyan művészekkel, mint Kylie Minogue, vagy Diplo. 

## A kezdetek
Peck a dél-afrikai Johannesburgban született, és 15 éves koráig ott élt. Gyermekként akusztikus gitáron és egy Casio márkájú szintetizátoron tanult zenélni. Édesapja hangmérnökként dolgozott, és rajzfilmek szinkronizálásával foglalkozott. Peck felnőttként 12 évig járt balettórákra, és egyéb színházi produkciókban is fellépett. Mire 20 éve lett, már országos turnékon vett részt. 
Peck 2014-ben Londonba költözött, és diplomát szerzett a Londoni Zene és Drámaművészeti Akadémián. Az iskola befejezése után 2016-ban a Pán Péter Goes Wrong című előadásban játszott.

## Pályafutása
.

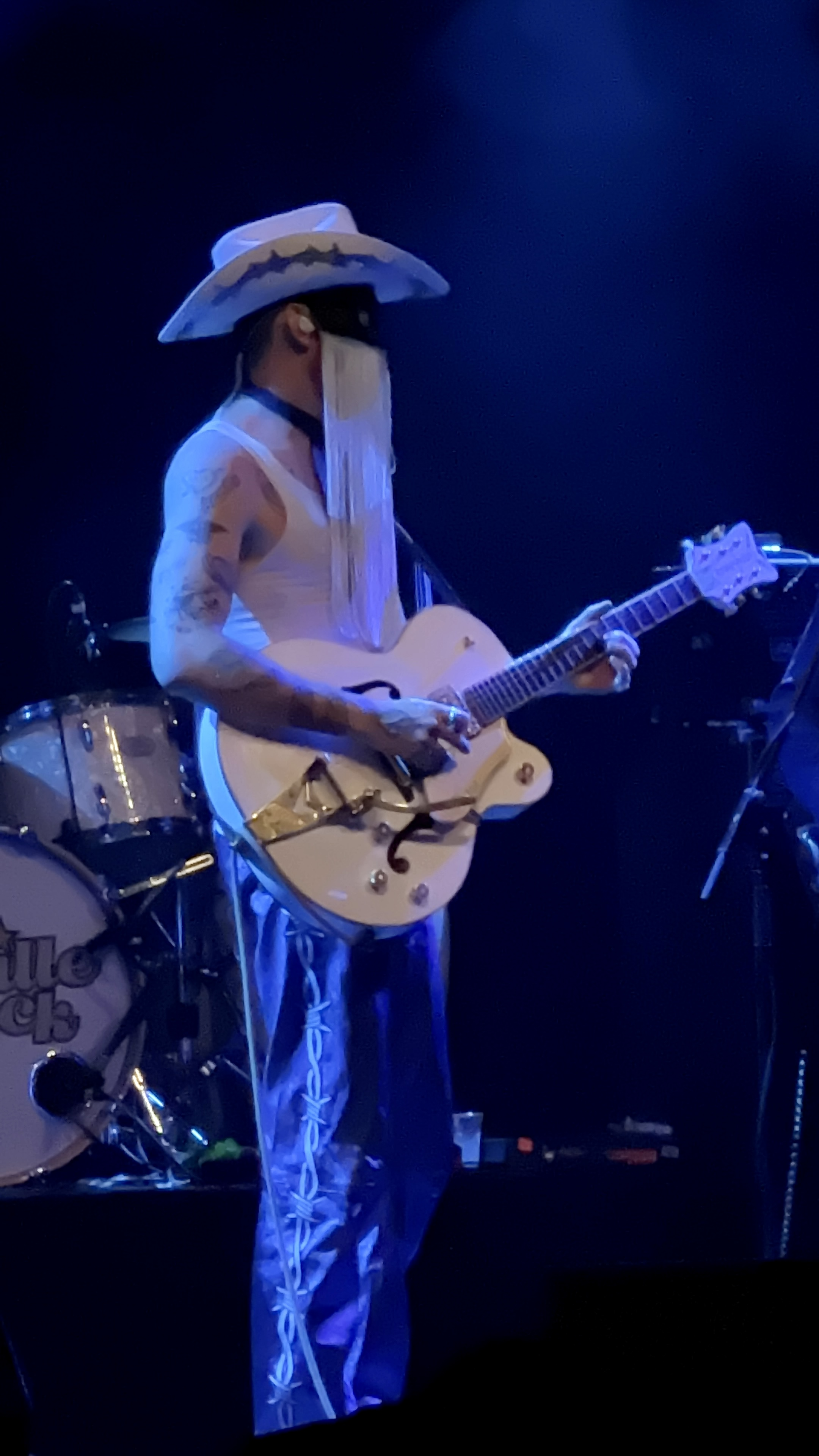
Orville Peck előadás közben (2022)

Peck saját maga készítette debütáló albumát, a "Pony"-t és 2019-ben adta ki a Sub Pop lemezkiadóval közösen. Megjegyezte, hogy minden hangszeren ő játszott, és a dalszövegeket is ő írta. Minden amit csak tudott, ő készített, miközben egy kávézóban dolgozott, és a szüleivel élt. A megjelenés évében júniusban élőben adta elő a "Dead of Night" és "Take Your Back" című dalait a CBC Radio One Q című műsorában. A "Pony" 2019 júniusában felkerült a 2019-es Polaris Zenei Díj első hosszú listájára is. Az albumot Juno-díjra is jelölték az év alternatív albuma kategóriájában a 2020-as Juno Awards-on.
Peck 2020. január 29-én előadta a "Dead of Night" című dalát a Jimmy Kimmel éjszakai beszélgetős műsorban, majd bejelentette az Egyesült Államok-beli turnéinak helyszínét is, beleértve a Coachella és a Stagecoach fesztiválokon való fellépéseket is.
Pride időközben felvette a "Smalltown Boy" című dal feldolgozását[pontosabban?], mely kizárólag a Spotify singles sorozat 2020-as Pride kiadására készült, és kizárólag ezen a zenemegosztón volt elérhető 2020. június 29-ig, majd később július 31-én széles körben elérhetővé tették.
2021 áprilisában Peck szerepelt Trixie Mattel amerikai drag queen és énekes Full Coverage Vol. 1 című EP-jén. Bár az EP borítóján nem szerepel, Trixie Mattel megerősítette, hogy a "Video Games" című dalban Peck sípja hallatszik. Júniusban kiderült, hogy ő a hatodik előadó Lady Gaga "Born This Way The Tenth Anniversity" című albumán. Peck pedig country stílusban újragondolta a "Born This Way" című albumot.
2022-ben Peck otthonát az Architectural Digest című havilap mutatta be. Az erről szóló videó 2023. november 6-án jelent meg, míg a cikk november 7-én jelent meg. 
2023. március 16-án Peck vendég volt az MTV RuPaul's Drag Race című műsorának zsűrijében RuPaul, Michelle Visage és Ross Mathews mellett. 2023-ban Peck a My Kind of Country című műsor bírája volt.
2024. április 5-én Peck kiadta a Ned Sublette "Cowboys Are Frequently, Secretly Fond of Other" című dalának feldolgozását Willie Nelson country zenésszel közösen a Stampede: Vol 1. Peck közelgő duettalbumának vezető kislemezeként. A kislemez volt az első közös kiadás a Warner kiadóval. Később Peck bejelentette a The Stampede Tour című Észak-Amerikai turnét is, amely 2024. május 28-án kezdődött az Észak-Karolinai Asheville-ben. 2024. májusában Peck kiadta a "How Far Will We Take It?" című duettet Noah Cyrusszal, majd a Midnight Ride című dalt Kylie Minogue-val 2024. június 7-én.

## Művészete

### Identitása
Megerősítették, hogy Orville Peck Daniel Pitout, a kanadai Nü Sensae punk együttes dobosának személyisége. Korábban azt feltételezték, hogy Pitout Peck volt a tetoválásaik hasonlósága alapján. Peck megemlítette, hogy valóban egy punk zenekarban dobolt. Pitout a dél-afrikai Johannesburgban született, akárcsak Peck. Pitout az ASCAP szerint Peck Old River című dalának dalszerzője, és más daloké is, amelyek megegyeznek a Peck által kiadott dalok címével, mint például a "Roses Are Falling".

### Hatások
Peck erősen azonosul a 70-es évek Country zenéjével, és olyan klasszikus előadókat sorol fel, mint Merle Haggard, Waylon Jennings, George Jones, Tammy Wynette, Johnny Cash, Willie Nelson, Gram Parsons, Emmylou Harris, Bobbie Gentry, Reba McEntire és Dolly Parton. A country zenén kívül megemlíti Roy Orbisont, és az Oasist, Whitney Houstont, és Lana Del Reyt, illetve David Lynch és John Waters filmrendezőket is.

## Magánélete
Peck homoszexuális. Azzal kapcsolatban, hogy miért visel maszkot az előadások közben elmondta, hogy "Az egyetlen ok, amiért nem beszélek róla mélyrehatóan, nem az, hogy ki akarok térni minden kérdés elől, hanem azért, mert azt akarom, hogy az embereknek legyen saját véleményük. Nem akarom kirakni, de nem hiszem hogy ez annyira fontos".
2024 júliusától Peck Los Angelesben él.

## Díjak és kitűntetések
| Év   | Díj                           | Címzettek és jelöltek | Kategória                                | Eredmény          |
| ---- | ----------------------------- | --------------------- | ---------------------------------------- | ----------------- |
| 2019 | Polaris Music Prize           | Pony                  | Album of the Year                        | Sablon:Longlisted |
| 2020 | Libera Awards                 | Orville Peck          | Best Breakthrough Artist                 | Elnyerte          |
| 2020 | Libera Awards                 | Pony                  | Album of the Year                        | Jelölve           |
| 2020 | Libera Awards                 | Pony                  | Best Country Album                       | Elnyerte          |
| 2020 | Libera Awards                 | "Dead of Night"       | Video of the Year                        | Jelölve           |
| 2020 | Juno Awards                   | Pony                  | Alternative Album of the Year            | Jelölve           |
| 2021 | GLAAD Media Awards            | Show Pony             | Outstanding Breakthrough Artist          | Jelölve           |
| 2021 | Queerty Awards                | "Summertime"          | Indie Music Vid                          | Jelölve           |
| 2022 | Queerty Awards                | "Born This Way"       | Anthem                                   | Jelölve           |
| 2022 | Tom of Finland Foundation     | Orville Peck          | Cultural Icon Award                      | Elnyerte          |
| 2022 | Polaris Music Prize           | Bronco                | Album of the Year                        | Sablon:Longlisted |
| 2023 | GLAAD Media Awards            | Bronco                | Outstanding Music Artist                 | Jelölve           |
| 2023 | Juno Awards                   | Bronco                | Country Album of the Year                | Jelölve           |
| 2023 | Canadian Country Music Awards | Orville Peck          | Breakthrough Artist or Group of the Year | Jelölve           |
| 2024 | GLAAD Media Awards            | Orville Peck          | GLAAD Vito Russo Award                   | Elnyerte          |

2020 júniusában az első LMBT Pride felvonulás 50. évfordulójának tiszteletére a Queerty online magazin az első ötven hős közé emelte, akik a "nemzetet minden ember egyenlősége, elfogadása és méltósága felé vezetik".
2022 júniusában Pecknek átvehette a Tom of Finland Alapítvány Kulturális Ikon Díját "művészi teljesítményéért és közösségünk művészetéhez és kultúrájához való mérhetetlen hozzájárulásáért", amelyet korábban Rob Halford, Henry Rollins, Clive Barker és John Waters kapott.